# スノッブ
スノッブ（snob）は、一般に俗物、またスノビズム（snobbism）は俗物根性と訳され、多くの場合「知識・教養をひけらかす見栄張りの気取り屋」「上位の者に取り入り、下の者を見下す嫌味な人物」「紳士気取りの俗物」といった意味で使われる。一方で、耽美主義やダンディズム、粋、洒落を含意したりと（特にファッションにおいて）、単に批判的な言葉としてのみ使用されるわけではない。

## 語源
元々イギリスの学生の間で使われていた隠語であった。語源については諸説あるが、次の2つが代表的なものである。
ラテン語説
sine nobilitate（貴族階級でない者＝平民、賎(しず)）の短縮形。
靴屋説
18世紀初期のケンブリッジ大学において、「大学内に出入りする、大学とは関係のない人々」を指す学生たちの隠語として「靴屋（snob）」が使われており、これが語源であるとする説。
オックスフォード英語辞典は靴屋説を採用している。また同書によると、元々は身分の貴賎とは無関係に使われていたが、19世紀頃から現在のような「（貴族のように振る舞えない）賎の者のくせに、貴族の真似事をする」という意味に変化していったとしている。ちなみに、スコットランドでは現在もsnob は「靴屋」のことである。
サッカレーが1848年に"The Book of Snobs"（邦訳：筑摩書房『世界文学大系』40所収「いぎりす俗物誌」）を著したことから流行語になり、広く知られるようになった。1866年にはフランスの隠語辞典にも収録されたという。
マルセル・プルーストの『失われた時を求めて』には、社交界のサロンに集まる人々の俗物ぶりが辛辣に描かれている。

## スノッブ効果
経済学、マーケティングなどで使われる用語で、他者の消費が増えるほど需要が減少する現象（他人が持っているものと同じものはほしくない, e.g. ユニバレ）を指す。
アメリカの理論経済学者ハーヴェイ・ライベンシュタインが1950年の論文「消費者需要理論におけるバンドワゴン効果、スノッブ効果、及びヴェブレン効果」で提唱したものである。